# IV. Lajos hesseni nagyherceg
IV. Lajos hesseni nagyherceg (németül: Großherzog Ludwig IV. von Hessen und bei Rhein, teljes nevén Friedrich Wilhelm Ludwig Karl; Bessungen, 1837. szeptember 12. – Darmstadt, 1892. március 13.) 1877–1892 között Hessen nagyhercege.

## Származása és ifjúkora
Lajos Frigyes herceg 1837 szeptemberében látott napvilágot Károly Vilmos hessen–darmstadti herceg (1809–1877) és Mária Erzsébet porosz hercegnő (1815–1885) első, legidősebb gyermekeként a négy közül. Testvérei közül az egyetlen leány, Anna hercegnő később mecklenburg–schwerini nagyhercegné lett; míg mindkét öccse rangon aluli házasságot kötött.
Minthogy nem számított dinasztikus szempontból fontos személynek, az ifjú Lajos Frigyes herceget szülei katonai pályára szánták; azonban Henrik öccsével együtt 1858-tól kezdve két évig a göttingeni egyetem hallgatója volt. A herceg maga rendkívüli módon megkedvelte a katonák életét, a tiszti ranglétrán is magasra – egészen a tábornoki rangig – feljutott. Az 1866-ban lejátszódó porosz–osztrák–olasz háború alatt, melyben a hesseni állam az osztrákokhoz csatlakozott, a herceg a hesseni csapatokat irányította. A háború elvesztése után a békeszerződés értelmében a hesseni csapatok kötelesek voltak a poroszokkal szövetségben harcolni; ennek megfelelően az 1870–1871 közötti porosz–francia háborúban Lajos Frigyes már a porosz hadseregnek tartozott felelősséggel a hesseni erők parancsnokaként.
Lajos Frigyes herceg 1862. július 1-jén az Osborne-házban nőül vette Viktória brit királynő egyik leányát, Aliz brit királyi hercegnőt. Eltérő természetük miatt házasságuk nem alakult zökkenőmentesen, mégis hét gyermekük született. Aliz hercegnő hordozója volt a vérzékenységet okozó génnek, melyet édesanyjától és a királynő anyai ági felmenőitől örökölt. A hercegnő több gyermekére is átörökítette a hemofíliát, illetve annak hordozását. Trónöröklési szempontból a család szerencsésnek mondhatta magát, mivel IV. Lajos nagyherceg legidősebb fia nem lett vérzékeny.

## Uralkodása
1877. június 13-án meghalt az idős III. Lajos hesseni nagyherceg, a herceg apai nagybátyja. A nagyherceg kétszer nősült ugyan, ámde egyik frigyéből sem származott utódja. A trónöröklési sorrendben így öccse következett utána, Károly Vilmos herceg viszont fivére halála előtt pár hónappal, március 20-án szenderült jobblétre. A hesseni korona ily módon az ő legidősebb fiára, Lajos Frigyes hercegre szállt, aki IV. Lajos nagyherceg néven foglalta el a hesseni trónt.
A hesseni nagyhercegeknek ekkor valójában már nem sok beleszólásuk volt az ország ügyeinek intézésébe; azt szinte teljes mértékben a parlament felügyelte. Az uralkodóra jóformán csak reprezentatív kötelességek hárultak. a nagybátyja által miniszterré kinevezett von Strack báró és Jacob Finger politikus liberális eszmék szerint vezették a kormányt, melynek munkáját a nagyherceg is támogatta és elismerésben részesítette. Az ország vezetése és kormánya Aliz nagyhercegné és erős akaratú édesapja, Albert szász–coburg–gothai herceg hatására mindinkább hasonlítani kezdett a brit parlamentre, követve annak mintáját. A német birodalmi tanácsban a hesseni nagyhercegnek kiemelt szerep jutott; ámbár a császár egyre növekvő befolyásával és az Otto von Bismarck herceg által kiépített központosított politika mindinkább megnyirbálta a szuverén államok uralkodóinak jogköreit. IV. Lajos nagyherceg előszeretettel szentelte idejét a katonaságnak, vadászatoknak és egyéb egyszerű élvezeteknek. Felesége, a művelt és brit puritánságáról híres nagyhercegné tevékeny életet élt; a nagyhercegné a jótékonykodásban keresett menedéket magánéleti problémáik elől. 1878 novemberében súlyos diftériajárvány sújtotta az országot, mely jelentős mértékben megtizedelte a lakosságot. A kórban az egész nagyhercegi család megbetegedett Erzsébet hercegnő kivételével. A járvány elvitte a nagyherceg legifjabb leányát és feleségét is.
Hitvese halálát követően a nagyherceg megismerkedett Alexandrine Hutten-Czapska grófnővel (1854–1941). A lengyel származású grófnő Adam Hutten-Czapski gróf és Marianne Rzewuska grófnő leányaként született. 1873. február 2-án feleségül ment Alexander von Kolemine német kisnemeshez és diplomatához, aki a cári udvar szolgálatában állott mint nagykövet. 1884 márciusában a pár elvált egymástól; így téve lehetővé, hogy Alexandrine Hutten-Czapska 1884. április 30-án a hesseni fővárosban feleségül menjen szeretőjéhez, IV. Lajos nagyherceghez. Mikor az ügy nyilvánosságra került, hatalmas botrányt kavart egyrészt a menyasszony nem megfelelő származása és elvált volta miatt, másrészt a közvélemény nehezményezte, hogy a nagyherceg milyen hamar elfelejtette a népszerű Aliz nagyhercegné emlékét. Viktória brit királynő, aki nem tűrhetett semmiféle „botlást” a családban, hosszas levelezések árán rábírta egykori vejét arra, hogy váljék el Kolemine asszonytól. 1884. július 9-én a frigyet hivatalosan is érvénytelenítették. Hutten-Czapska grófnőt tetemes összeggel kárpótolták, valamint megtarthatta a házassága révén szerzett „Romrod grófnője” (Gräfin von Romrod) címet.

## Házasságai és gyermekei
IV. Lajos nagyherceg 1862. július 1-jén Wight szigetén feleségül vette Aliz brit királyi és szász–coburg–gothai hercegnőt. A házasságból összesen hét utódja származott; azonban két gyermek fiatalon elhalálozott:

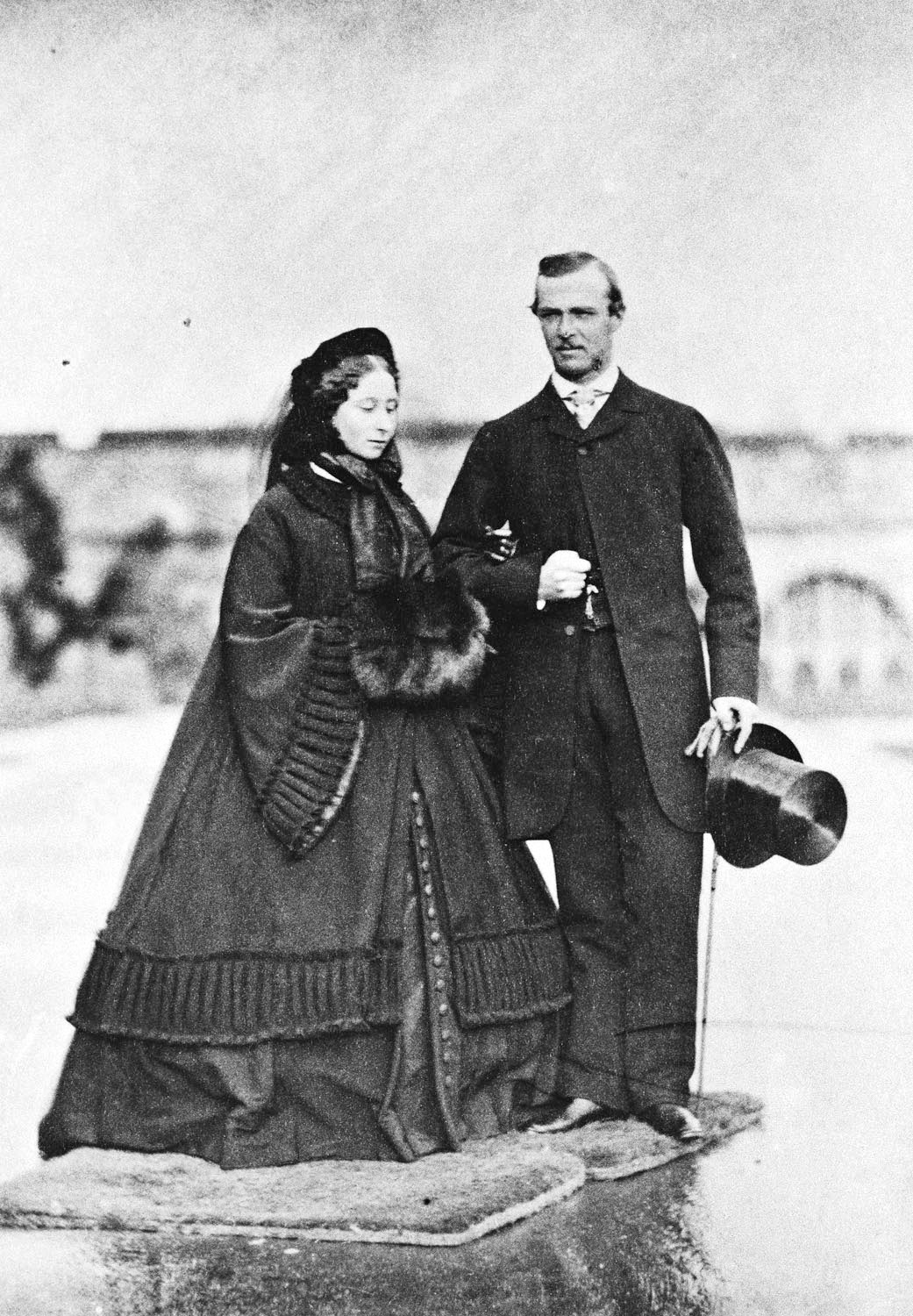
IV. Lajos hesseni nagyherceg és Aliz brit királyi hercegnő

- Viktória hercegnő (1863–1950), házassága révén Battenberg hercegnéje és Milford Haven őrgrófnéja
- Erzsébet hercegnő (1864–1918), házassága révén orosz nagyhercegné, 1918-ban kivégezték a bolsevikok
- Irén hercegnő (1866–1953), házassága révén porosz királyi és német császári hercegné
- Ernő Lajos herceg (1868–1937), később Hessen nagyhercege
- Frigyes Vilmos herceg (1870–1873), kisgyermekként elhalálozott
- Alix hercegnő (1872–1918), házassága révén Oroszország cárnéja
- Mária Viktória hercegnő (1874–1878), kisgyermekként elhalálozott.

A nagyherceg két fia közül csak az egyiken, Frigyes Vilmoson alakult ki a betegség. A kis herceg halálát a vérzékenység okozta; mikor Frigyes Vilmos kizuhant egy ablakon és hemofíliája következtében belehalt sérüléseibe. Leányai közül ketten biztosan – Irén és Alix hercegnők – hordozták és adták tovább a gént; míg Erzsébet hercegnőnek nem születtek gyermekei, így nem tudni, örökölte-e a betegséget okozó gént.
1884. április 30-án a nagyherceg összeházasodott Alexandrine Hutten-Czapska grófnővel, akitől 1884. július 9-én a közvélemény és a család nyomására kénytelen volt elválni. E kapcsolatából nem született gyermeke.
IV. Lajos nagyherceg 1892. március 13-án halt meg a hesseni fővárosban, Darmstadtban, ötvennégy éves korában. A nagyhercegi család hagyományos temetkezési helyén, a Rosenhöhe mauzóleumban helyezték el maradványait. A korona legidősebb és egyben egyetlen életben maradt fiára, Ernő Lajosra szállt.

## Fordítás
- Ez a szócikk részben vagy egészben a Lodewijk IV van Hessen-Darmstadt című holland Wikipédia-szócikk ezen változatának fordításán alapul.  Az eredeti cikk szerkesztőit annak laptörténete sorolja fel. Ez a jelzés csupán a megfogalmazás eredetét és a szerzői jogokat jelzi, nem szolgál a cikkben szereplő információk forrásmegjelöléseként.
- Ez a szócikk részben vagy egészben a Louis IV, Grand Duke of Hesse című angol Wikipédia-szócikk ezen változatának fordításán alapul.  Az eredeti cikk szerkesztőit annak laptörténete sorolja fel. Ez a jelzés csupán a megfogalmazás eredetét és a szerzői jogokat jelzi, nem szolgál a cikkben szereplő információk forrásmegjelöléseként.